# 충남도정신문
충남도정신문은 충청남도청에서 발행하는 신문이다. 발행인은 충청남도 문화체육부지사이다. 매월 5, 15, 25일에 발행된다. 근거 조례는 "충청남도 도정신문 발행 지역미디어발전위원회 운영에 관한 조례"이다. 
충청남도 도내의 도민, 행정기관 등에 무료로 배포된다.

## 연혁
- 1990년 12월 15일 : 창간
- 2009년 1월 2일 : 지령 500호 발행
- 2024년 4월 15일 : 지령 1000호 발행